# Ukinrek-Maare
Die Ukinrek-Maare sind ein Paar von Maaren im Becharof National Wildlife Refuge, Alaska, Aleutenkette auf der Alaska-Halbinsel. Sie wurden durch phreatomagmatische Explosionen gebildet.

## Beschreibung
Die Maare liegen auf einem niedrigen, weniger als hundert Meter hohen und 4 km langen Landrücken, der sich über das ans Beringmeer angrenzende Tiefland erhebt. Die Maare liegen 2 km südlich des Becharof Lake und 12,5 km nordwestlich des Vulkans Mount Peulik.
Beide Maare sind mit Wasser gefüllt. Das westliche, ältere Maar (West Maar) bildete sich am Nordwestende des Landrückens. Es besitzt einen elliptischen Umriss und ist 105 × 170 m groß bei einer Tiefe von 35 m. Das jüngere Maar (East Maar) liegt 600 m weiter östlich und ist etwas tiefer. Es ist von runder Form, 300 m groß und etwa 70 m tief. In seinem Zentrum hat sich ein Lavadom gebildet, der vom Seegrund rund 49 m hoch aufragt.

## Entstehung
Die Maare bildeten sich während einer zehn Tage dauernden Eruptionsperiode im Jahr 1977. Die dabei entstandenen Tuff-Fächer (Base Surges) sind vor allem nach Nordwesten ausgeworfen worden. Das geförderte Material besaß ein Volumen von etwa 2.6 × 107 m3, es war von olivin-basaltischer Zusammensetzung.
Die Eruption begann am 30. März 1977. Anscheinend traf aufsteigendes Magma auf Grundwasser, das in einer zwischen undurchlässigen Gletscherablagerungen liegenden Tuffschicht enthalten war. Das westliche Maar bildete sich als erstes unter dem explosiven Ausstoß von Dampf und vulkanischer Asche, die bis zu 6500 m Höhe aufstiegen. Nach einigen Tagen verlagerte sich die Aktivität in einen neuen Krater, das östliche Maar. Für einige Tage erzeugten heftige Explosionen eine Aschewolke von bis zu 4000 m Höhe, es kam zu Base Surges und dem Auswurf von Felsbrocken, die bis zu 600 m weit flogen. Die ausgestoßene Asche wurde nach Norden noch in 160 km Entfernung als leichter Ascheregen beobachtet. Gegen Ende des Ausbruchs wurden im East Maar Lavafontänen sichtbar und ein Lavadom bildete sich. Am 10. April 1977 zeugte nur noch vom Lavadom aufsteigender Dampf von der Eruption, während sich der Maarkessel mit Wasser füllte.

## Umfeld
Die vulkanische Aktivität am 2500 km langen Aleutenbogen geht auf die Subduktion der Pazifischen Platte unter die Nordamerikanische Platte am über 7000 m tiefen Aleutengraben zurück. Der westliche Teil bis zu 165° westlicher Breite ist ein klassischer Inselbogen, während der östliche Teil durch den Kontinentalrand der Nordamerikanischen Platte beeinflusst wird. Seit 1700 waren über 40 Vulkane in diesem Gebiet aktiv.
Die Lage der Ukinrek-Maare ist vermutlich an den Schnittpunkt zwischen einer lokalen Störung (Bruin Bay Fault) und anderen regionalen Strukturen gebunden. Vor der Eruption waren keine vulkanischen Strukturen in diesem Gebiet bekannt. Das nächste Vulkanfeld sind die Lavadome der Gas Rocks am Ufer des Becharof Lake etwa drei Kilometer nördlich der Ukinrek-Maare, die vor etwa 2900 Jahren Gesteine dazitischer Zusammensetzung förderten.